# 罗阳 (董事长)
罗阳（1961年6月29日—2012年11月25日），辽宁沈阳人，工程師、沈阳飞机工业（集团）有限公司董事长暨总经理。

## 生平
1982年，罗阳毕业于北京航空航天大学高空设备专业，后来於在职時获得北京航空航天大学飞机设计硕士学位。历任中国航空工业集团公司沈阳飞机设计研究所设计员，九室党支部副书记、副主任，组织部副部长、部长，党委副书记，党委书记兼副所长。
2002年7月，罗阳出任沈阳飞机工业（集团）有限公司党委书记兼副董事长，后来改任董事长、总经理兼任党委副书记。2008年12月，兼任中航工业航空装备有限责任公司副总经理暨分党组成员。
2012年1月，罗阳出任中航工业航空装备有限责任公司特级专务，此外，他在舰载机歼-15的研發试验现场担任总指挥。

## 逝世
2012年11月24日上午，在歼-15完成首次起降訓練靠岸後，罗阳在遼寧艦上突发急性心肌梗死。他被隨即送往醫院，经過抢救後无效，于2012年11月25日12時48分逝世，享年51岁。11月26日，中共中央总书记、中央军委主席习近平向罗阳的遺孀表達深切的慰问，并且要求广大党员干部学习罗阳的优秀品质和可贵精神。中國共產黨中央委員會宣傳部下达《关于开展向罗阳同志学习活动的通知》。
2013年2月19日，“感动中国2012年度人物评选”颁奖典礼在中国中央电视台综合频道播出，他被选为年度人物。